# Ксынкин, Алексей Николаевич
Алексей Николаевич Ксынкин (1923—1984) — подполковник Советской Армии, участник Великой Отечественной войны, Герой Советского Союза (1944).

## Биография
Алексей Ксынкин родился 15 марта 1923 года в селе Алгасово (ныне — Моршанский район Тамбовской области). Окончил десять классов школы. В январе 1942 года Ксынкин был призван на службу в Рабоче-крестьянскую Красную Армию. В октябре того же года он окончил Благовещенское пехотное училище. С ноября 1942 года — на фронтах Великой Отечественной войны. Принимал участие в боях на Западном, Брянском, Центральном фронтах, два раза был ранен и контужен.
К сентябрю 1943 года гвардии лейтенант Алексей Ксынкин командовал взводом 3-го батальона 29-го гвардейского стрелкового полка 12-й гвардейской стрелковой дивизии 61-й армии Центрального фронта. Отличился во время битвы за Днепр. В ночь с 28 на 29 сентября 1943 года взвод Ксынкина переправился через Днепр в районе деревни Глушец Лоевского района Гомельской области Белорусской ССР и принял активное участие в боях за захват и удержание плацдарма на его западном берегу. Взвод Ксынкина успешно уничтожил врытый в землю танк, разгромил штаб немецкого батальона, захватив важные документы. Когда командир роты выбыл из строя, Ксынкин заменил его собой, после чего три дня удерживал позиции до подхода основных сил. В том бою Ксынкин получил тяжёлое ранение, но продолжал сражаться.
Указом Президиума Верховного Совета СССР «О присвоении звания Героя Советского Союза генералам, офицерскому, сержантскому и рядовому составу Красной Армии» от 15 января 1944 года за «образцовое выполнение боевых заданий командования по форсированию реки Днепр и проявленные при этом мужество и героизм» гвардии лейтенант Алексей Ксынкин был удостоен высокого звания Героя Советского Союза с вручением ордена Ленина и медали «Золотая Звезда» за номером 4069.
В июне 1946 года Ксынкин был уволен в запас, однако в 1949 году повторно был призван в армию. В 1964 году в звании капитана он был уволен в запас, позднее получил звание подполковника запаса. 
Проживал в Харькове, работал старшим инженером в ПО хлебопекарной промышленности. Умер 12 февраля 1984 года, похоронен на харьковском городском кладбище № 2.
Был также награждён рядом медалей.